# エンタメ85
『エンタメ85』は、福島テレビで2020年9月28日から2021年9月16日まで放送されていた番組の放送枠の総称である。

## 概要
福島テレビでは長年16時台にドラマの再放送枠が編成されてきた。2020年10月改編において、新たにバラエティ枠・ドラマの再放送枠が設けられるようになり、いままでの放送枠とは異なり、2部編成での放送となる。2021年9月16日で放送枠は廃止となったが、第1部で放送されてきた番組は現在も放送されている。

## 番組編成
| 放送期間   | 放送期間 | 放送時間（JST）           | 放送時間（JST）           | 放送時間（JST）           | 放送時間（JST）           | 放送時間（JST）           |
| 放送期間   | 放送期間 | 月曜版                    | 火曜版                    | 水曜版                    | 木曜版                    | 金曜版                    |
| ---------- | -------- | ------------------------- | ------------------------- | ------------------------- | ------------------------- | ------------------------- |
| 2021.09.28 | 2021.03  | 月 - 金曜版 15:15 - 15:45 | 月 - 金曜版 15:15 - 15:45 | 月 - 金曜版 15:15 - 15:45 | 月 - 金曜版 15:15 - 15:45 | 月 - 金曜版 15:15 - 15:45 |
| 2021.09.28 | 2021.03  | 月 - 金曜版 15:45 - 16:40 |                           |                           |                           |                           |
| 2021.04    | 2021.09  | 月 - 木曜版 15:15 - 15:45 | 月 - 木曜版 15:15 - 15:45 | 月 - 木曜版 15:15 - 15:45 | 月 - 木曜版 15:15 - 15:45 | (廃止)                    |
| 2021.04    | 2021.09  | 月 - 木曜版 15:45 - 16:40 |                           |                           |                           | (廃止)                    |